# جیمز گامبیر، اولین بارون گامبیر
جیمز گامبیر، اولین بارون گامبیر (انگلیسی: James Gambier, 1st Baron Gambier; ۱۳ اکتبر ۱۷۵۶ – ۱۹ آوریل ۱۸۳۳) فرد نظامی اهل پادشاهی متحد بریتانیای کبیر و ایرلند بود. وی همچنین برندهٔ جوایزی همچون نشان حمام شده‌است.
وی افسر نیروی دریایی سلطنتی و مدیر مستعمرات بود. پس از حضور در عملیات تصرف چارلستون در طول جنگ انقلاب آمریکا، او دوباره به عنوان کاپیتان کشتی درجه سه اچ‌ام‌اس دیفنس در نبرد اول ژوئن در سال ۱۷۹۴، در طول جنگ‌های انقلاب فرانسه، به میدان جنگ رفت و افتخار فرماندهی اولین کشتی که از خط دشمن عبور کرد را به دست آورد.
گامبیر به عنوان کمیسر ارشد نیروی دریایی و لرد اول نیروی دریایی منصوب شد و سپس به عنوان فرماندار نیوفاندلند خدمت کرد. او به همراه ژنرال لرد کاتکارت، بر بمباران کپنهاگ در طول جنگ‌های ناپلئونی نظارت داشت. او بعداً از اتهام بزدلی به دلیل عدم اقدام در نبرد جاده‌های باسک جان سالم به در برد.